# Alexis Hubert de La Hayrie
Alexis Louis Joseph Hubert de La Hayrie est un général français né à Rennes le 17 février 1825 et mort à Paris le 1er août 1893. Il était grand officier de la Légion d'honneur.

## États de services
- Admis à Saint-Cyr, le 28 novembre 1844.
- Nommé sous-lieutenant au 11e Régiment d'Infanterie de Ligne le 1er octobre 1846.
- Passé lieutenant au 3e Zouaves le 23 mars 1850.
- Promu capitaine le 30 août 1855.
- Fait adjudant-major en 1859.
- Nommé major au 100e de Ligne le 4 mars 1865.
- Passé chef de bataillon au Régiment Etranger en juin 1865.
- Promu lieutenant-colonel au 62e de Ligne le 27 février 1869.
- Passé lieutenant-colonel au régiment des Zouaves de la Garde impériale le 24 décembre 1869.
- Promu colonel commandant les Zouaves de la Garde impériale le 26 octobre 1870.
- Colonel commandant le 1er régiment provisoire d'infanterie le 4 avril 1871.
- Colonel commandant le 101e régiment d'infanterie le 1er mai 1872.
- Créé général de brigade le 4 mai 1876. Il commande la 40e brigade d'infanterie et les subdivisions de Granville et Saint-Malo.
- Promu général de division le 26 avril 1884. Il commande la 12e Division d'Infanterie et les subdivisions territoriales de Mézières, Reims, Verdun, Châlons-sur-Marne et Troyes.
- Quitte le service actif en 1890.

Il est l'auteur d'un des tout premiers livres publiés sur la Bataille de Camerone : Combat de Camarón - 30 avril 1863, imprimerie Danel, 1889.

## Campagnes
- Campagne d'Italie en 1859.
- Expédition du Mexique de 1862 à 1865. Il s'y distingue en prenant d'assaut le fort de la Soldead en février 1865.
- Guerre franco-prussienne de 1870, où il commande son régiment de la Garde Impériale à la bataille de Rezonville.